# Булаково (Московская область)
Булаково — деревня в Щёлковском районе Московской области России, входит в состав городского поселения Фряново. Население — 158 чел. (2010).

## География
Деревня Булаково расположена на северо-востоке Московской области, в северо-восточной части Щёлковского района, примерно в 52 км к северо-востоку от Московской кольцевой автодороги и 38 км от одноимённой железнодорожной станции города Щёлково, по левому берегу впадающей в Ширенку реки Пажи бассейна Клязьмы.
В 7,5 км южнее деревни проходит Фряновское шоссе Р110, в 9 км к северо-востоку — Московское большое кольцо А108, в 20 км к юго-западу — Московское малое кольцо А107, в 15 км к северо-западу — Ярославское шоссе М8. Ближайшие населённые пункты — деревни Бартеньки и Коняево.
В деревне одна улица — Восточная.
Связана автобусным сообщением с рабочим посёлком Фряново (маршрут № 28).

## Население
| 1859 | 1899 | 1926 | 2002 | 2006 | 2010 |
| ---- | ---- | ---- | ---- | ---- | ---- |
| 195  | ↗259 | ↗278 | ↘180 | ↘168 | ↘158 |

## История
В «Списке населённых мест» 1862 года — владельческая деревня 1-го стана Дмитровского уезда Московской губернии по левую сторону Архангело-Богородского тракта (от Сергиевского Посада в Богородский уезд), в 62 верстах от уездного города и 22 верстах от становой квартиры, при пруде, с 28 дворами и 195 жителями (90 мужчин, 105 женщин).
По данным на 1899 год — деревня Морозовской волости 1-го стана Дмитровского уезда с 259 жителями.
В 1913 году — 43 двора, земская лечебница и земское училище.
1917—1922 гг. — центр Булаковской волости Дмитровского (до 1919) и Сергиевского уездов Московской губернии.
По материалам Всесоюзной переписи населения 1926 года — центр Булаковского сельсовета Шараповской волости Сергиевского уезда в 17,1 км от Ярославского шоссе и 21,3 км от станции Сергиево Северной железной дороги, проживало 278 жителей (127 мужчин, 151 женщина), насчитывалось 53 хозяйства (50 крестьянских), имелась амбулатория.
С 1929 года — населённый пункт Московской области в составе:
- Булаковского сельсовета Щёлковского района (1929—1930, 1935—1959)[15][16],
- Булаковского сельсовета Загорского района (1930—1935)[17],
- Булаковского сельсовета (до 31.07.1959) и Старопареевского сельсовета Балашихинского района (1959—1960)[18][19],
- Старопареевского сельсовета Щёлковского района (1960—1963, 1965—1994)[20][21],
- Старопареевского сельсовета Мытищинского укрупнённого сельского района (1963—1965)[22],
- Старопареевского сельского округа Щёлковского района (1994—2006)[21],
- городского поселения Фряново Щёлковского муниципального района (2006 — н. в.)[23][24].